# Generaldiözese Calenberg
Die Generaldiözese Calenberg war ein kirchlicher Aufsichtsbezirk im Bereich der heutigen Evangelisch-lutherischen Landeskirche Hannovers.
Sie wurde im Jahr 1589 eingerichtet. Der Amtssitz des Generalsuperintendenten wechselte zunächst und befand sich erst seit 1726 dauerhaft in Hannover. Die Amtsinhaber waren seit 1650 Mitglied des Konsistoriums in Hannover. 1903 wurde die Generaldiözese aufgelöst und der neugegründeten Generaldiözese Hannover angegliedert.

## Generalsuperintendenten
- 1589–1593: Heinrich Boethius
- 1593–1606: Heinrich Papenburger
- 1608–1620: Johann Sötefleisch der Ältere
- 1620–1632: Joachim Leseberg
- 1633–1650: Ludolf Heise
- 1650–1673: Justus Gesenius
- 1674–1680: Gerhard Wolter Molanus
- 1680–1694: Hermann Barkhaus
- 1695–1708: Polycarp Leyser
- 1708–1726: Philipp Ludwig Böhmer
- 1726–1741: Balthasar Mentzer
- 1742–1758: David Wilhelm Erythropel
- 1758–1762: Laurentius Hagemann
- 1762–1781: Gabriel Wilhelm Goetten
- 1781–1787: Wilhelm Lesemann
- 1787–1793: Johann Adolf Schlegel
- 1793–1797: Gottfried Less
- 1798–1804: August Georg Uhle
- 1805–1838: Heinrich Philipp Sextro
- 1838–1854: Friedrich Brandis
- 1854–1884: Eduard Niemann
- 1884–1903: Carl Schuster